# Abolla

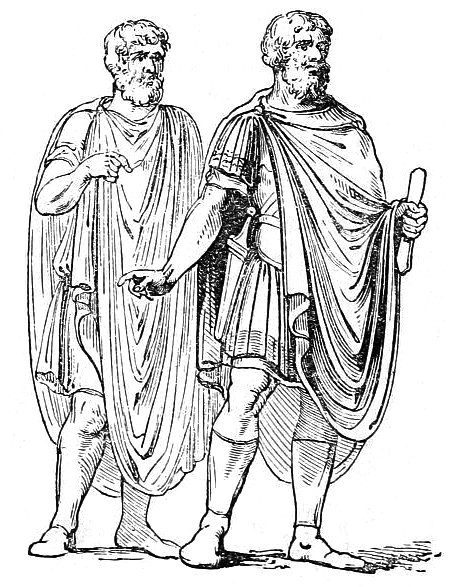
Doi bărbați care purtau abolla, așa cum se vede în basoreliefurile de pe arcul triumfal al Septimius Severus la Roma.

Abolla era o haină asemănătoare cu o mantie purtată de grecii antici și de romani. Nonius Marcellus citează un pasaj din Varro pentru a arăta că era o îmbrăcăminte purtată de soldați (vestis militaris) și, prin urmare, se opunea togei.
Abolla nu s-a limitat însă la ocazii militare, ci a fost purtată și în oraș. A fost folosit mai ales de filosofii stoici de la Roma ca pallium philosophicum, la fel cum filozofii greci erau obișnuiți să se distingă printr-o anumită îmbrăcăminte. De aici expresia Juvenal facinus majoris abollae semnifică doar „o crimă comisă de un filosof foarte profund”.
Cuvântul abolla este de fapt o latinizare a grecescului ambolla (ἀμβόλλα) sau anabole (ἀναβολή), pentru o mantie de lână largă.

## Vezi și
- Paliu
- Paenula
- Îmbrăcămintea în Roma antică

## Legături externe
- Abolla (article in Smith's Dictionary of Greek and Roman Antiquities)